# Sunday in New York
Sunday in New York (bra: Um Domingo em Nova York) é um filme americano de 1963, do gênero comédia romântica, dirigido por Peter Tewksbury com roteiro de Norman Krasna baseado em sua peça encenada na Broadway no ano anterior. 

## Sinopse
Jovem ingênua vai a Nova York visitar o irmão e se apaixona por um estranho, o que leva a uma série de confusões.

## Elenco
- Cliff Robertson — Adam
- Jane Fonda — Eileen
- Rod Taylor — Mike
- Robert Culp — Russ Wilson
- Jo Morrow — Mona Harris
- Jim Backus — piloto-chefe Drysdale
- Peter Nero — ele mesmo